# Tetramorium lanuginosum

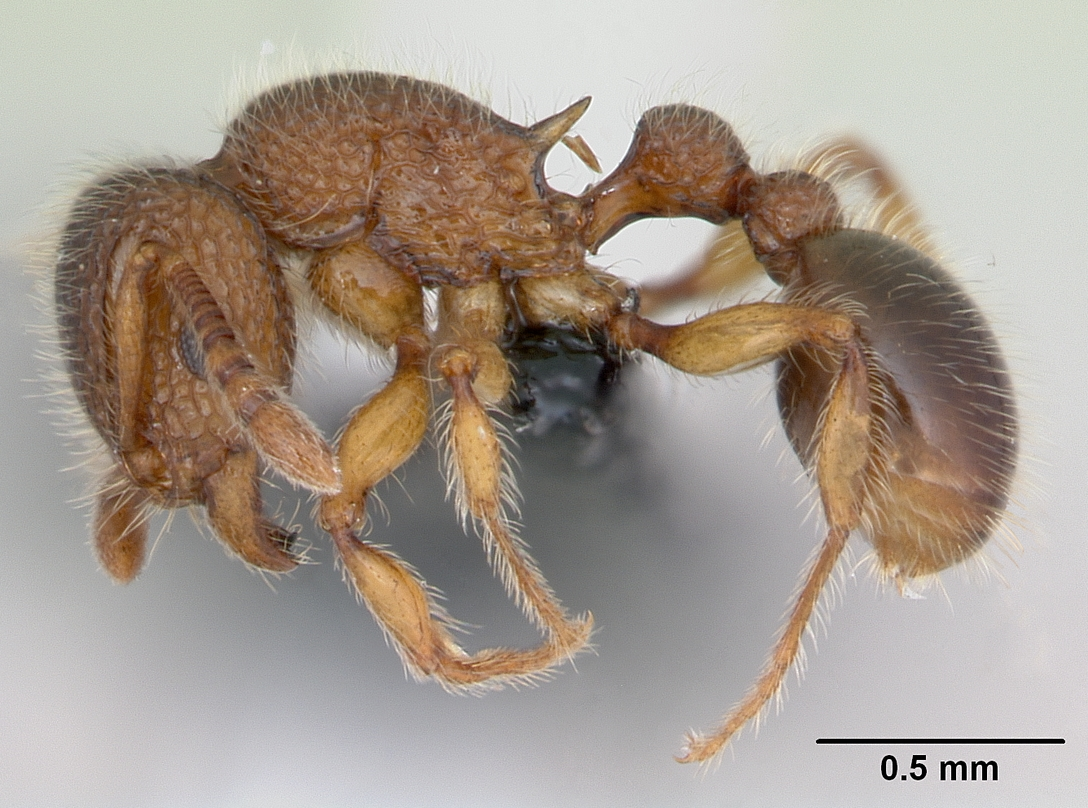
Рабочий муравей, вид сбоку

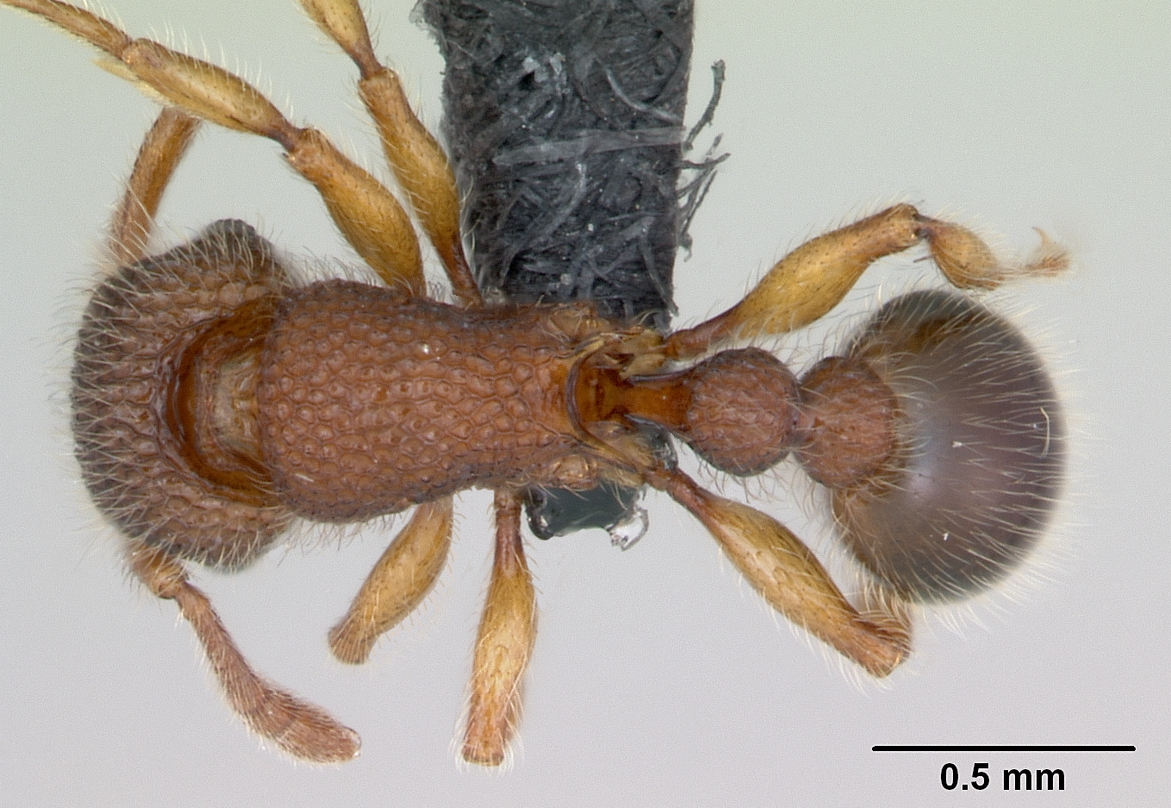
Рабочий муравей, вид сверху

Tetramorium lanuginosum (лат.) — вид муравьёв рода Tetramorium из подсемейства Myrmicinae. Обладают густым волосяным покровом из мягких прямых щетинок, некоторые из которых разветвляются на два-три кончика. Мелкие муравьи с крепким телосложением и медленной и ровной походкой. Космополитный инвазивный вид, распространившийся в результате деятельности человека по многим странам мира.

## Распространение
Один из наиболее широко распространённых в мире видов муравьёв. Расселён человеком в результате непреднамеренной деятельности почти по всем материкам. Встречается в тропиках и субтропиках Азии (от Израиля, Индии и Индонезии до Японии и Новой Гвинеи), отмечены в Северной (США и Мексика) и Южной Америках (Галапагосские острова и острова Карибского бассейна), на Мадагаскаре, в Африке, Европе, Австралии и Океании (Самоа, Соломоновы острова, Палау, Тонга, Фиджи). В Европе известны единичные находки из следующих мест: Великобритания, Испания, Мальта, Нидерланды. В Англии был обнаружен в зоопарке Дадли и двух ботанических садах: Королевских ботанических садах Кью (Kew Gardens) и Бирмингемских ботанических садах. Предположительной родиной считается тропическая Азия, где он отмечен в Индии, Мьянме, Таиланде и других странах Юго-Восточной Азии. До ревизии 1976 года и синонимизации этот вид из большинства отмеченных мест указывался под именем Triglyphothrix striatidens.

## Описание

### Морфология
Мелкие мирмициновые мономорфные муравьи (длиной около 3 мм), основная окраска — рыжевато-коричневая (голова, брюшко всегда темнее, тёмно-бурое). Многочисленные волоски тела разветвлённые; обычно это смесь простых, двух- и трёхразветвлённых. Из-за этого признака ранее выделялся в род Triglyphothrix.
Усики 12-члениковые (у самцов, предположительно, из 13 сегментов, но они не описаны) с булавой из трёх сегментов, скапус короткий. Грудь сверху в профиль выпуклая, метанотальная бороздка отсутствует. Стебелёк между грудкой и брюшком состоит из двух члеников: петиолюса и постпетиолюса (последний чётко отделён от брюшка), узелок петиоля округлый. Жало развито. Проподеальные шипики заднегрудки острые и длинные. Усиковые бороздки развитые. Глаза сравнительно крупные, состоят из 8—10 омматидиев в наиболее длинном ряду. Скапус усика относительно длинный, но не достигает затылочного края головы. Голова длиннее своей ширины, головной индекс рабочих (CI, соотношение ширины головы к длине × 100) составляет 92—98. Длина головы рабочих — 0,59—0,65 мм, длина скапуса — 0,40—0,47 мм, ширина головы — 0,56—0,63 мм. Индекс скапуса рабочих (SI, соотношение длины скапуса к ширине головы × 100) составляет 71—76. Голова, жвалы, грудка, петиолюс и постпетиолюс морщинистые, брюшко гладкое и блестящее. Передний край клипеуса — с небольшой выемкой.

### Биология
Биология этого вида насекомых остаётся малоисследованной, имеются лишь отрывочные сведение об экологических особенностях мест обитания. Муравьи ведут наземный образ жизни, гнездятся в почве. В Азии и Австралии обычны в тропических влажных лесах. В Йемене гнёзда располагаются в почве под стволами упавших, гниющих или мёртвых пальм и других деревьев. Муравьи фуражируют на сухой почве рядом с финиковыми пальмами. Другие рабочие были найдены на земле возле небольшого ручья, где почва была песчаной и влажной. Этот вид, предположительно, был завезён на Сокотру в 2000-х годах в результате коммерческих перевозок. В настоящее время встречается во многих местах, включая сельскохозяйственные районы и неразработанные участки как на малых, так и на больших высотах. Этот вид является одним из наиболее распространённых видов муравьёв на острове. Воздействие на местную фауну специально не изучалось. В Омане этот вид был найден гнездящимся под камнями рядом с финиковыми пальмами, где почва была влажной. Также муравьёв находили в почвенном лиственном слое под деревом манго.
В Алжире и Марокко обнаружены в цветочных горшках.

### Генетика
Диплоидный хромосомный набор у самок и рабочих равен 2n = 14. Из них 2 акроцентрические хромосомы (у которых центромера находится практически на конце) и 12 метацентрических хромосом (у которых центромера расположена посередине или почти посередине; формула кариотипа 2A + 12M).

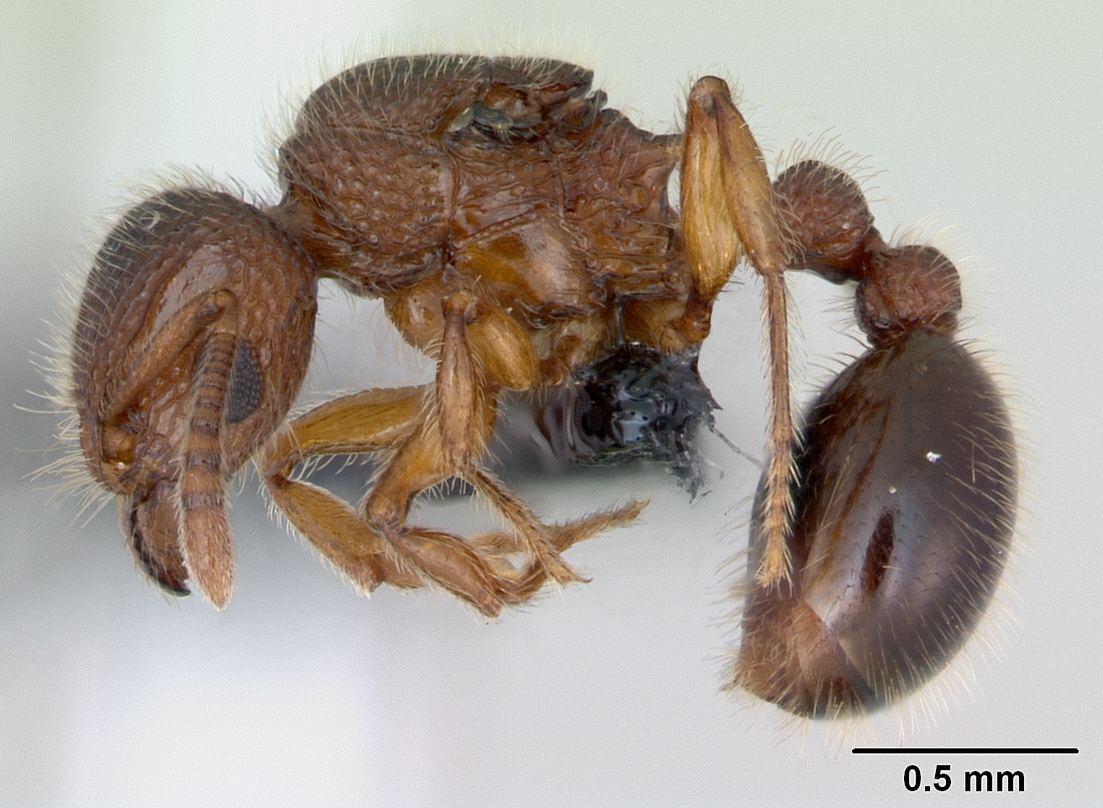
Самка сбоку
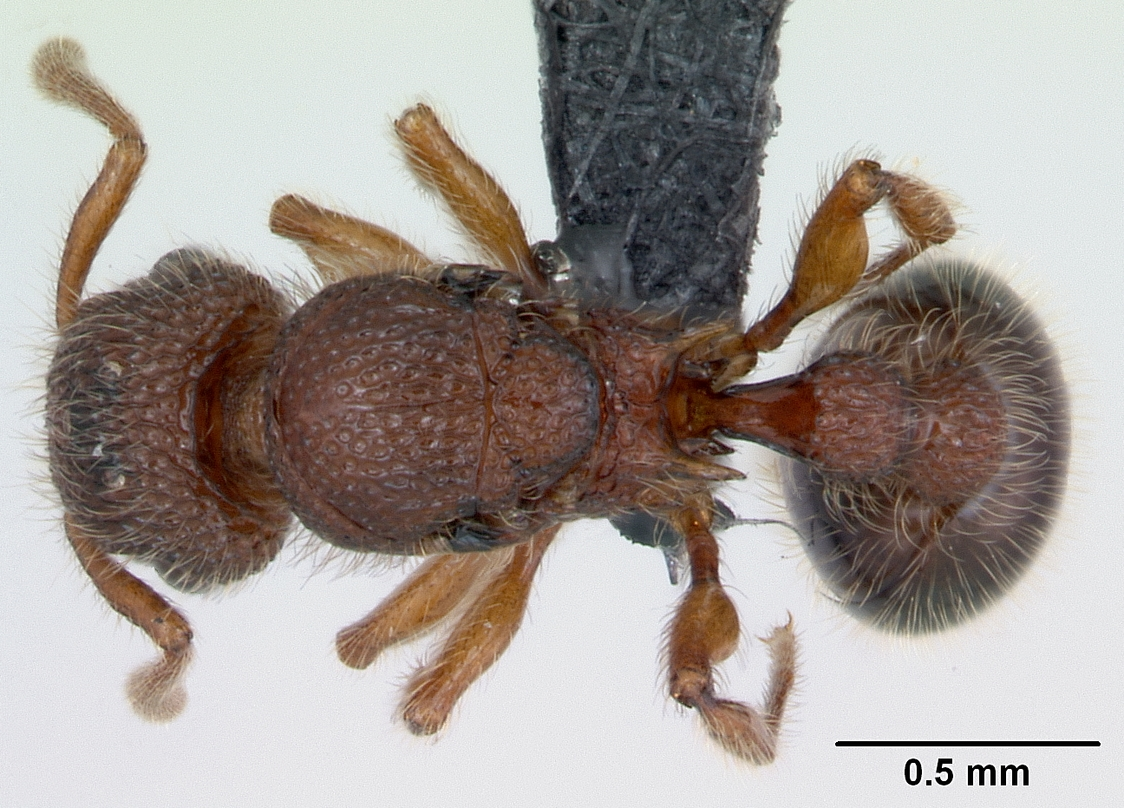
Самка сверху
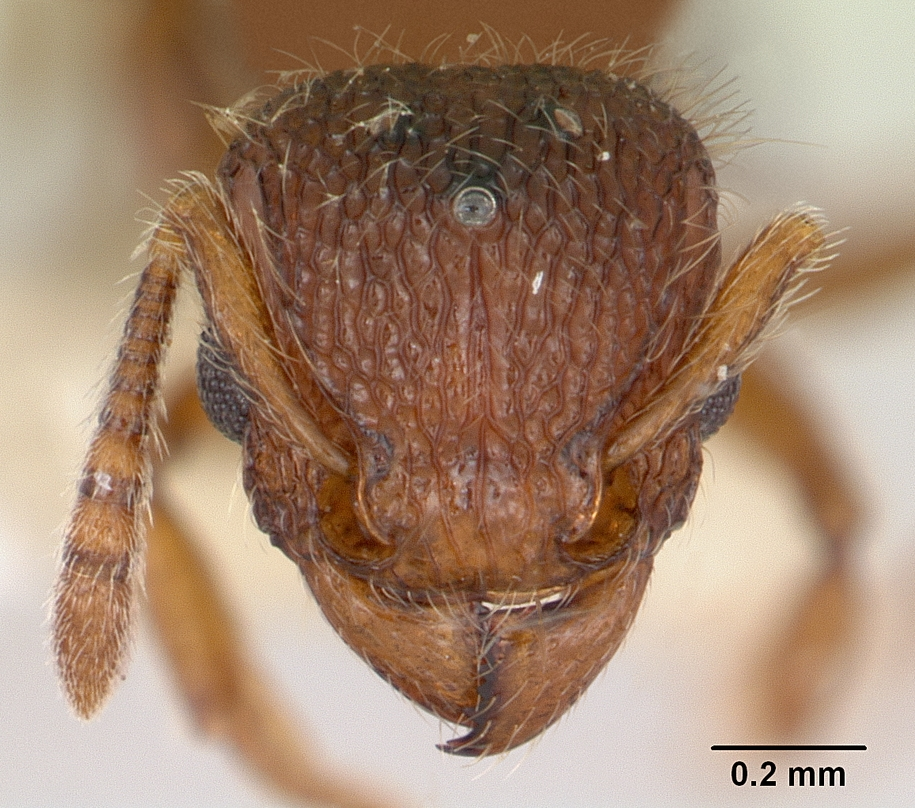
Голова самки

## Таксономия и этимология
Вид Tetramorium lanuginosum был впервые описан в 1870 году австрийским мирмекологом Густавом Майром по рабочим особям с острова Ява (Индонезия). Голотип хранится в Музее естествознания в Вене (Naturhistorisches Museum Wien, Австрия). Самка была описана только в 1916 году Х. Вимейером. Из-за наличия разветвлённых волосков этот мохнатый муравей входил в состав рода Triglyphothrix и около ста лет именовался Triglyphothrix lanuginosa (Mayr, 1870) и Tetramorium striatidens Emery, 1889. В состав рода Triglyphothrix этот вид в 1891 году включил итальянский мирмеколог Карл Эмери, а в 1985 году этот таксон был синонимизирован с родом Tetramorium. Tetramorium lanuginosum включён в состав видовой группы Tetramorium obesum species group.
Латинское название T. lanuginosum связано с характерным признаком обилия многочисленных волосков на теле. На латинском языке lanuginosum означает «покрытый пухом, волосками» (отсюда и его современное англоязычное именование «wooly ant», мохнатый муравей).